# Rossin (Fahrradhersteller)
Rossin ist ein ehemaliger italienischer Fahrradhersteller aus Cesena.

## Firmengeschichte

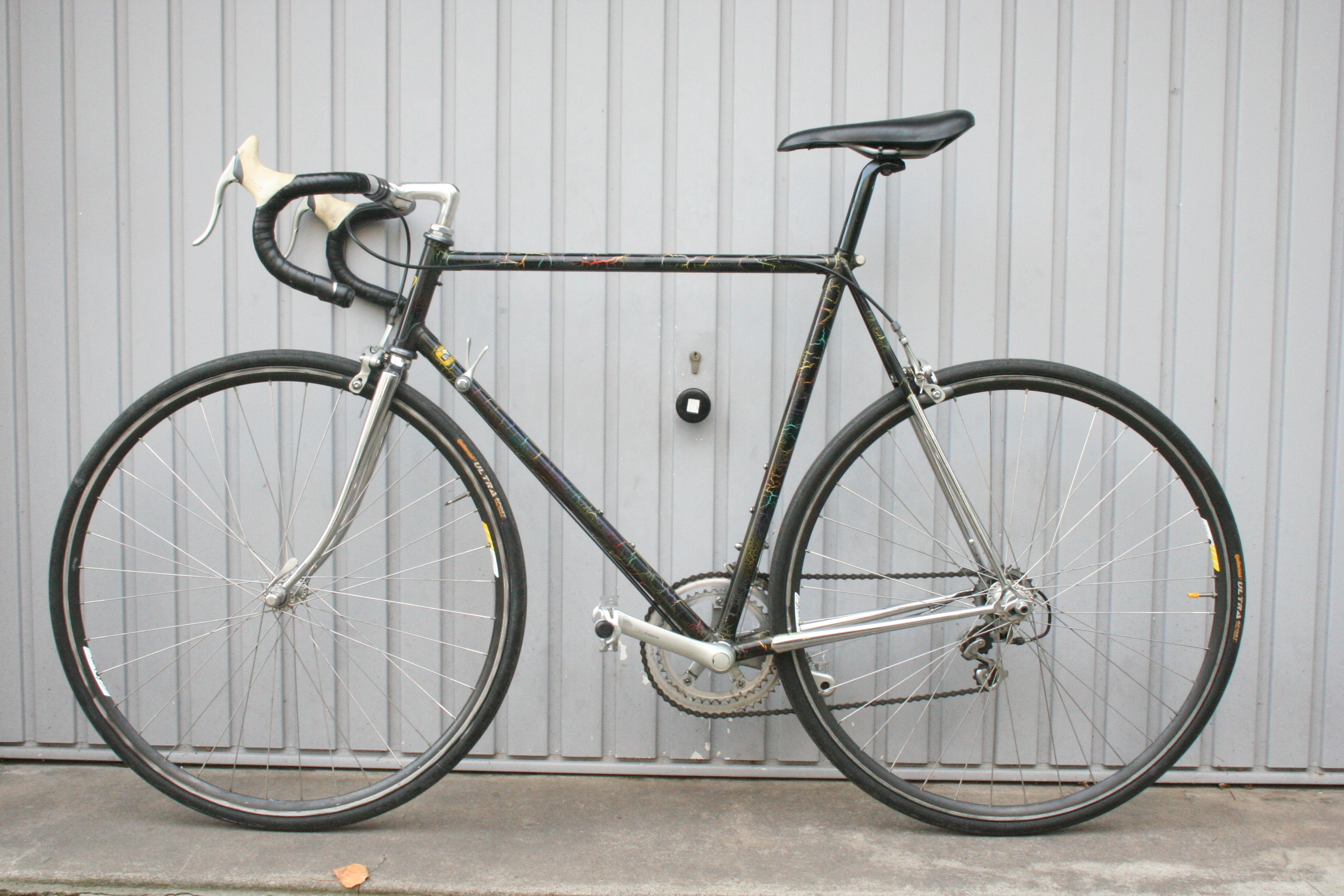
Rossin Rennrad mit Shimano 105 Ausstattung und Campagnolo Felgen

1974 wurde Rossin gegründet. An dem „Projekt Rossin“ sind Mario Rossin und vier weitere Partner beteiligt. Mario Rossin arbeitete für viele Jahre als Rahmenbauer für Colnago. 
Einer der Gründungspartner sah das Label der italienischen Getränkemarke von Royal Cola und hatte eine erste Idee. Der Schriftzug der Skimarke Rossignol Skis inspirierte die Gründer ebenfalls. So wurde typische Rossin-„R“ entwickelt. Das umgebende Pentagon bezieht sich auf die fünf Gründungsväter.
1992 wurde das Unternehmen an Finross verkauft und die Marke Rossin von Finross weitergeführt. In den 2000er Jahren gingen die Markenrechte an den Fahrradhersteller Gruppo Bici srl. in Cesena.  Von 2011 bis zur Insolvenz 2016 wurden Fahrräder der Marke Rossin wieder neu von Gruppo Bici hergestellt.

## Räder
Rossin baute vor allem Rennräder und Bahnräder. Verwendet wurden fast ausschließlich Columbus-Stahlrohre und Campagnolo-Gruppensets. Bekannt wurden die Modelle Record, Super Record, Laser Aerodynamics und Ghibli.

## Radsport
1981 stieg die Firma in den professionellen Radsport ein, indem sie begann, das von Roger De Vlaeminck geleitete belgische Radsportteam DAF Trucks zu unterstützen. 1983 fuhren sowohl das russische als auch das amerikanische Bahnradteam mit Bahnrädern von Rossin. Die Räder waren mit dem ersten Model von Scheibenrädern, welche im selben Jahr von Rossin vorgestellt wurden, und Hornlenkern ausgestattet. Diese Fahrräder wurden unter dem Namen Rossin Futura CX hergestellt.